# Saud al-Maqaleh
Saud Ahmed al-Maqaleh (arabisch سعود أحمد المقالح, DMG Saʿūd Aḥmad al-Maqāliḥ; * 18. Dezember 1988) ist ein katarischer Fußballschiedsrichter.

## Karriere
Er steht als Assistent seit 2014 auf der FIFA-Liste. Sein einziger bislang bekannter Einsatz als Hauptschiedsrichter war bei einem Freundschaftsspiel am 8. November 2017 zwischen Island und Tschechien. Ansonsten war er stets bei allen Turnieren als Assistent aktiv.
Zur Weltmeisterschaft 2022 wurde er als Assistent ins Schiedsrichtergespann um Abdulrahman Al-Jassim berufen.